# Walter Blumer
Walter Blumer (* 9. Juni 1888 in Vouvry; † 19. August 1987 in Muri bei Bern) war ein Schweizer Vermessungsingenieur, Kartograf und Kartensammler.

## Leben
Blumer wuchs in Bellinzona und Bern auf. An der ETH Zürich studierte er Vermessungsingenieur. Bis 1919 arbeitete er für die Eidgenössische Landestopographie als Topograf. Danach machte er sich in Bern selbständig.
Zeit seines Lebens sammelte Blumer alte Karten und Atlanten. Diese schenkte er 1975 seinem Heimatkanton Glarus, wofür er den Glarner Kulturpreis erhielt.
Blumer war mit der Geografin Adele Margaritha Gerber verheiratet und starb in seinem 100. Lebensjahr.

## Leistungen
Als Topograf im Dienst der Eidgenossenschaft überarbeitete er ältere Blätter der Siegfriedkarte im Berner Seeland, im Kanton Neuenburg sowie um Faido. Ausserdem nahm er das Kartenblatt um Neuenegg völlig neu auf. Gemäss seiner Personalakte im Schweizerischen Bundesarchiv stand er mit seinen Vorgesetzten nicht auf gutem Fuss, weshalb er den Bundesdienst verliess.
In seinem Ingenieurbüro in Bern, das unweit seines bisherigen Arbeitsplatzes lag, befasste er sich hauptsächlich mit topografischen Aufnahmen in den Schweizer Alpen im Rahmen des Übersichtsplanes der Schweiz 1:10'000. Stark beachtet wurde namentlich seine Karte des Glärnischgebietes (1937), in der er seine Vorstellungen von guter Felszeichnung verwirklichte. Eine für den Völkerbund gezeichnete Weltkarte, bei der Genf im Zentrum lag, ist verschollen.
Früh begann er sich alten Karten zuzuwenden. Seine Kartensammlung wurde im Lauf der Jahre zu einer der wichtigsten Privatsammlungen ihrer Art in der Schweiz. Sein Fachwissen veröffentlichte er in verschiedenen Publikationen, darunter einem Katalog der topographischen Karten des Kantons Glarus (1950) und einer Bibliographie der Gesamtkarten der Schweiz von Anfang bis 1802 (1957). Dieses zweite Hauptwerk wird in der Fachwelt immer noch häufig zitiert und kurz als «Blumer» bezeichnet. Ausserdem reproduzierte er in kleiner Auflage die Manuskriptkarten von Aegidius Tschudi, die sich in der Stiftsbibliothek St. Gallen befinden. Seine Kartensammlung bildet seit der Schenkung 1975, zusammen mit der ergänzenden Kartografie-Bibliothek von Arthur Dürst, ein wenig bekanntes, aber wertvolles kartenhistorisches Forschungsmaterial. 

## Schriften
- Karte des Glärnischgebietes 1:25 000. Kümmerly & Frey, Bern 1937.
- Die topographischen Karten des Kantons Glarus. Benziger, Einsiedeln 1950. (Schweizerischer Kartenkatalog, Fasz. 1).
- Bibliographie der Gesamtkarten der Schweiz von Anfang bis 1802. Hrsg. von der Schweizerischen Landesbibliothek Bern. Kümmerly & Frey, Bern 1957. (Bibliographia Helvetica, Fasz. 2).